# Аргеади
Аргеади (дав.-гр. Ἀργεάδαι) — династія македонських царів від середини 8 століття до н. е. до 309 до н. е.

## Історія

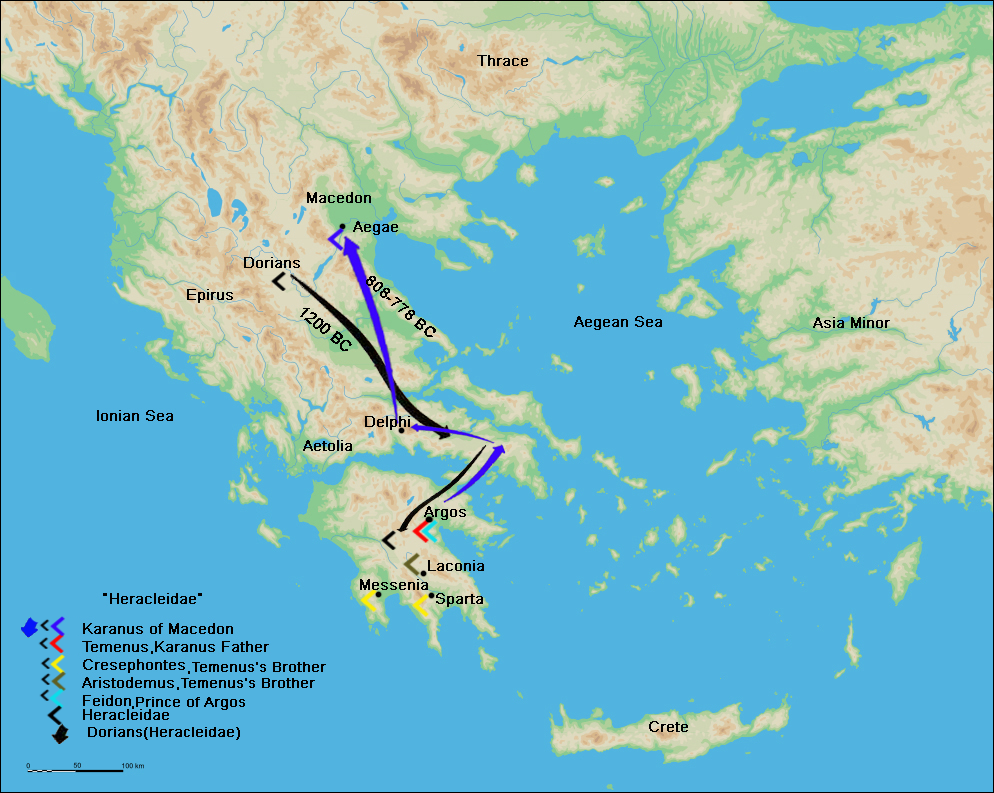
Шлях Аргеадів з Аргосу через Пелопоннес і Македонію в добу Карана

В класичну добу грецької історії, коли Стародавні Афіни переживали свій розквіт — золоте століття Перикла, зростала військова міць Спарти, розквітали й інші грецькі міста, македонці здавались освіченим еллінам майже варварами. Коли в їх полісах розширювались громадянські права і свободи, вдосконалювалось законодавство, Македонією, невеличкою північною гірською країною, правили напівнезалежні князі.
Александр I Македонський, який носив прізвисько Філеллін, що свідчить про його прагнення знайти визнання серед еллінів, поширив легенду про походження свого роду від Теменіда із Аргоса, що трансформувалось в ім'я Аргеадів. Таким чином Александр I здобув право взяти участь в Олімпійських іграх в 504 або 500 до н. е., в яких могли змагатись тільки елліни. Рішення про те, що Александр еллін, винесла Елланодіка — судова рада Олімпійських ігор. Відтак, згідно з давньогрецькою традицією, династія Аргеадів виводила свій родовід від Геракла. Оскільки вважалося, що Геракл був сином Зевса, то Аргеади називали себе навіть «народженими Зевсом».
Син Александра I Пердікка II під час Пелопоннеської війни неодноразово підтримував то Афіни та їх союзників, то Спарту. Побічний син Пердикки II Архелай I, щоб зайняти македонський престол, убив свого дядька, згодом двоюрідного брата, рідного брата, одружився з вдовою свого батька. За час свого правління Архелай встиг об'єднав Верхню (гірську) і Нижню (рівнинну) Македонію, провів широку еллінізацію македонців, аби елліни нарешті визнали Македонію. Проте Архелай сам був убитий претендентами на престол.
Наступним правителем Македонії став опікун його малолітнього сина Архелая Ореста Аероп. До 396 до н. е. Орест і Аероп правили спільно. Проте Аероп вбив Ореста, але і самостійно правив тільки 2 роки. Його наступником став син Павнасій. Його як незаконного правителя вбив Амінта III із роду Аргеадів, онук Александра I. Амінта III мав трьох синів — Александра, Філіппа і Пердікку. Коли Амінта помер, престол заянів його старший син Александр II, незабаром убитий під час народного свята. Наступним спадкоємцем став середній син Амінти Пердікка III, але він був ще занадто юним, щоб правити. Опікуном став Птолемей Алорит, коханець його матері Еврідіки. Коли Пердікка досяг повноліття, він стратив Птолемея.
359 до н. е. Пердікка настільки утвердився на македонському престолі, що розпочав війну з іллірійцями. Опікуном при своєму малолітньому синові в Македонії він залишив свого молодшого брата Філіппа — пізніше відомого як Філіпп ІІ Македонський. За кілька днів після початку війни в Пеллу посланці привезлу новину про загибель царя Пердікки III. Незабаром Філіпп прийняв царський титул. З цього моменту розпочинається історія вивищення Македонії в еллінському світі. Завершив цей процес спадкоємець Філіппа — син Александр ІІІ, відомий як Александр Великий, який підкорив собі фракійців, іллірійців, Єгипет та Імперію Ахеменідів, дійшов до Індії, а Вавилон перетворив на свою східну столицю.

## Список правителів
| Зображення | Царювання              | Ім'я монарха                | Коментар |
| ---------- | ---------------------- | --------------------------- | --- |
|            | пр. 808 - 778 до н. е. | Каран                       | Засновник династії Аргеадів і перший цар Македонії. (Можливо, вигаданий) |
|            | пр. 778 - 750 до н. е. | Кен                         | (Можливо, вигаданий) |
|            | пр. 750 - 700 до н. е. | Тирім                       | (Можливо, вигаданий) |
|            | пр. 700 - 678 до н. е. | Пердікка I                  | |
|            | пр. 678 - 640 до н. е. | Аргей I                     | |
|            | пр. 640 - 602 до н. е. | Філіпп I                    | |
|            | пр. 602 - 576 до н. е. | Аероп I                     | |
|            | 576 - 547 до н. е.     | Алькет I                    | |
|            | 547 - 498 до н. е.     | Амінт I                     | Васал імперії Ахеменідів у 512/511 роках до нашої ери. Історики визнають Амінта першим македонським монархом історичного значення. |
|            | 497 - 454 до н. е.     | Александр I                 | Повністю підпорядкована частина імперії Ахеменідів після 492 р. до н. е., потім повна незалежність після 479 р. до н. е. після відходу ахеменідської армії. |
|            | 454 - 413 до н. е.     | Пердікка II                 | |
|            | 413 - 399 до н. е.     | Архелай                     | |
|            | 399 - 396 до н. е.     | Орест                       | Правив спільно з Аеропом II, поки не був ним убитий. |
|            | 399 - 394/393 до н. е. | Аероп II                    | Спільне правління з Орестом до 396 р. до н. е., потім одноосібне правління. |
|            | 393 до н. е.           | Амінт II                    | Дуже коротке правління закінчилося його вбивством еліміотанським дворянином на ім'я Дердас. |
|            | 393 до н. е.           | Павсаній                    | Вбитий Амінтом ІІІ у рік свого воцаріння. |
|            | 393 до н. е.           | Амінт III (перше царювання) | |
|            | 393 - 392 до н. е.     | Аргей II                    | Узурпував трон у Амінтаса III приблизно на рік за допомогою іллірійців. |
|            | 392 - 370 до н. е.     | Амінт III (друге царювання) | Повернув престол приблизно через рік. |
|            | 370 - 368 до н. е.     | Александр II                | Вбитий своїм дядьком по матері Птолемеєм Алоритом. |
|            | 368 - 359 до н. е.     | Пердікка III                | Птолемей Алорит був його регентом у 368 - 365 р. до н. е., поки не був убитий Пердіккою III |
|            | 359 до н. е.           | Амінт IV                    | Молодий син Пердікки III, трон узурпував Філіпп II. |
|            | 359 - 336 до н. е.     | Філіпп II                   | Розширив македонську територію і вплив, щоб досягти домінуючого становища на Балканах, об'єднав більшість грецьких міст-держав у Коринфський союз під своєю гегемонією. |
|            | 336 - 323 до н. е.     | Александр ІІІ Великий       | Найвидатніший македонський цар і один з найвідоміших царів і військових стратегів усіх часів. Наприкінці свого правління Александр був одночасно царем Македонії, фараоном Єгипту та царем Персії і завоював усю колишню імперію Ахеменідів, а також частину західної долини Інду. |
|            | 323 - 317 до н. е.     | Філіпп III Аррідей          | Зведений брат Александра Македонського, титулярний цар Македонської імперії під час ранніх Діадохівських війн; був розумово відсталим принаймні до певної міри. Страчений Олімпіадою.                                                                                              |
|            | 323/317-309 до н. е.   | Александр IV                | Син Александра Македонського та Роксани, який на момент смерті батька був ще ненародженим. Претендент на престол після народження, з 317 р. до н. е. титулярний цар Македонської імперії, під час початку та середини Діадохівських війн. Страчений Кассандром.                    |